# Chris Adcock
Chris Adcock, né le 27 avril 1989 à Leicester au Royaume-Uni est un joueur professionnel de badminton spécialiste du double mixte et du double hommes. En 2011, il remporte la médaille d'argent aux Championnats du monde de badminton avec son ancienne partenaire Imogen Bankier. Sa femme Gabrielle Adcock devient sa partenaire en 2012. Ensemble, ils remportent leur premier tournoi Super Series en 2013 à l'Open de Hong Kong.

## Palmarès

### Compétitions internationales individuelles
| Rang                    | Catégorie     | Partenaire       | Année | Lieu                 |
| ----------------------- | ------------- | ---------------- | ----- | -------------------- |
| Championnats du monde : |               |                  |       |                      |
| 2                       | Double mixte  | Imogen Bankier   | 2011  | Londres, Royaume-Uni |
| Championnats d'Europe : |               |                  |       |                      |
| 3                       | Double hommes | Andrew Ellis     | 2014  | Kazan, Russie        |
| 3                       | Double hommes | Andrew Ellis     | 2012  | Karlskrona, Suède    |
| 3                       | Double mixte  | Imogen Bankier   | 2012  | Karlskrona, Suède    |
| Jeux du Commonwealth :  |               |                  |       |                      |
| 1                       | Double mixte  | Gabrielle Adcock | 2014  | Glasgow, Écosse      |

### Compétitions internationales par équipes
| Rang                                    | Catégorie        | Année | Lieu                |
| --------------------------------------- | ---------------- | ----- | ------------------- |
| Championnat d'Europe par équipe mixte : |                  |       |                     |
| 2                                       | Équipe mixte     | 2015  | Louvain, Belgique   |
| 3                                       | Équipe mixte     | 2013  | Moscou, Russie      |
| 3                                       | Équipe mixte     | 2011  | Amsterdam, Pays-Bas |
| Championnats d'Europe par équipes :     |                  |       |                     |
| 2                                       | Équipe masculine | 2014  | Bâle, Suisse        |
| 3                                       | Équipe masculine | 2012  | Amsterdam, Pays-Bas |
| Jeux du Commonwealth :                  |                  |       |                     |
| 2                                       | Équipe mixte     | 2014  | Glasgow, Écosse     |
| 3                                       | Équipe mixte     | 2010  | New Delhi, Inde     |

### Titres en tournois internationaux
| Année | Tournoi           | Partenaire       | Adversaires en finale    |
| ----- | ----------------- | ---------------- | ------------------------ |
| 2015  | Masters Finals    | Gabrielle Adcock | Ko Sung-hyun / Kim Ha-na |
| 2013  | Open de Hong Kong | Gabrielle Adcock | Liu Cheng / Bao Yixin    |

 BWF Super Series Masters Finals
 tournois Super Series
 tournois Grand Prix Gold et Grand Prix